# ستيفن إريكسون
ستيفن إريكسون هو عالم إنسان وكاتب كندي، ولد في 7 أكتوبر 1959 في تورونتو في كندا.

## وصلات خارجية
- ستيفن إريكسون على موقع ميوزك برينز (الإنجليزية)